# Cyan
Cyanová je barva většinou považovaná za odstín modré či zelené, někdy chápaná jako samostatná barva. Při subtraktivním míchání barev v modelu CMYK je jednou ze tří základních barev.
Název vychází ze starořeckého κύανος, kyanos „tmavě modrá, tmavě modrá glazura, lapis lazuli“. Původ řeckého výrazu je neznámý, snad přijatý z ne-indoevropského jazyka, či související s chetitským *kuwanna(n)- „měděná modř“. V homérské řečtině označovalo modř očí nebo čern smutečního oděvu, nikdy ale barvu nebe nebo moře. V řečtině klasické tento výraz označoval různé tmavé odstíny modré, ale také fialové, hnědé a černé. Umělecký měsíčník Volné směry uvádí jako synonyma pro cyanovou následující výrazy: akvamarínová, siná, zinková, štiková, ocelová (kalená) a tyrkysová.
S cyanovou barvou souvisí následují výrazy:
- acyanoblepsie - neschopnost rozeznat modrou barvu
- antokyan – ve vodě rozpustné barvivo obsažené v buňkách některých rostlin
- Cyanobacteria – latinské jméno pro sinice
- cyanóza - modravé až modrofialové zbarvení kůže a sliznic, které se objevuje při nedostatečném okysličení krve
- kyanid – prudce jedovatá sůl kyseliny kyanovodíkové
- kyanit – nerost modré barvy
- Kyanotypie - historická fotografická technika
- hemocyanin – respirační protein

## Galerie

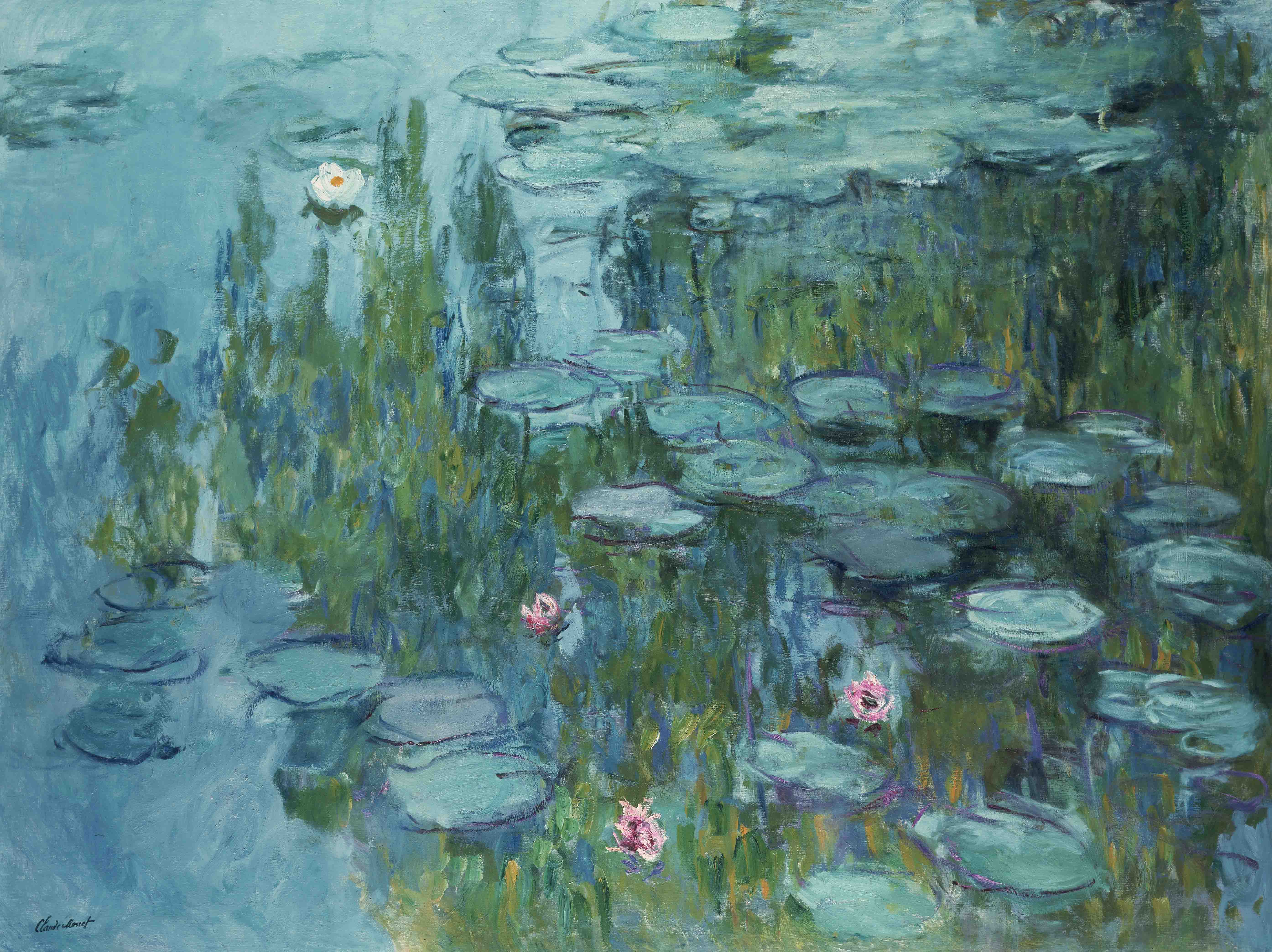
Claude Monet , Lekníny, 1915
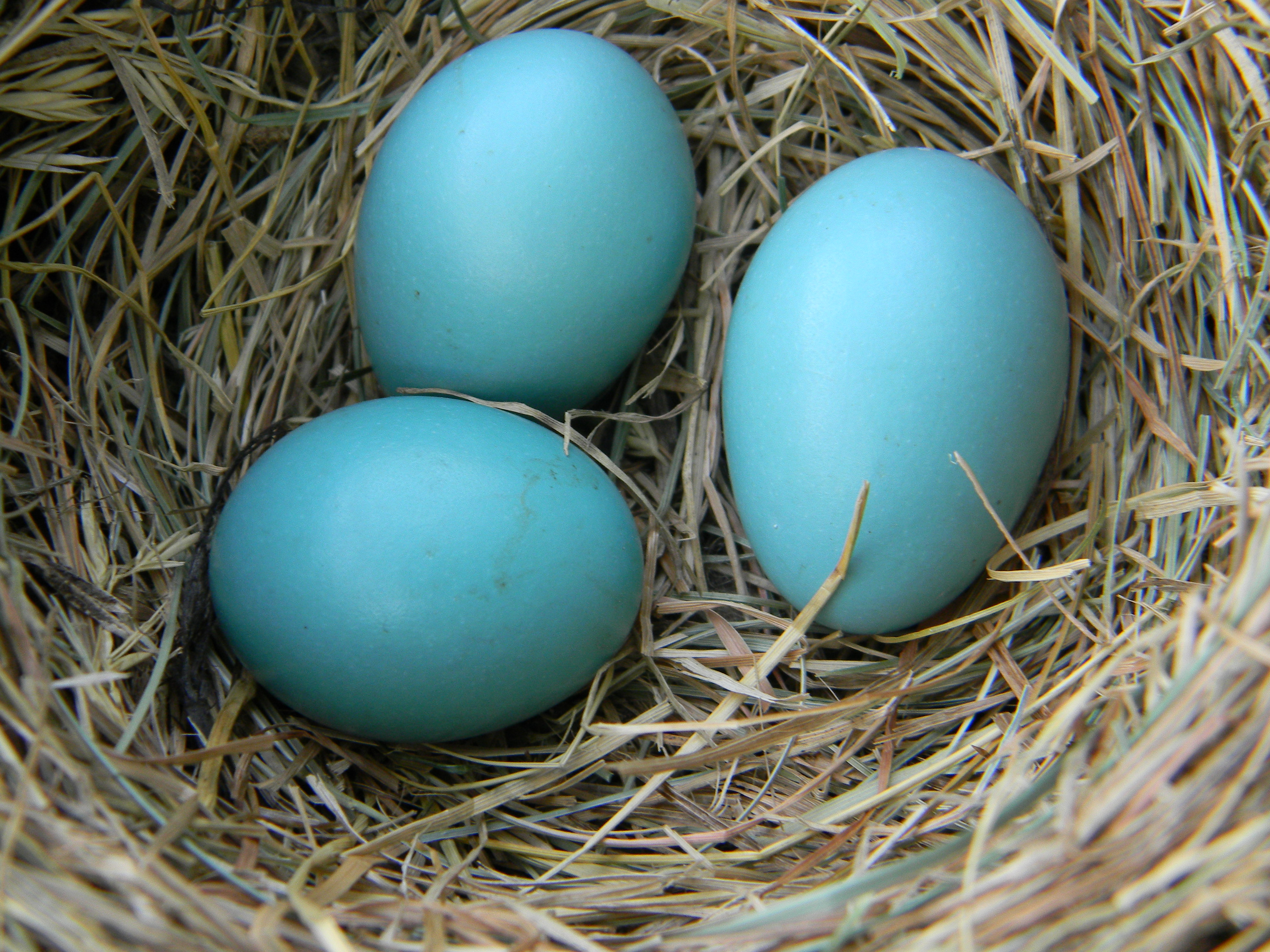
Vejce drozda stěhovavého
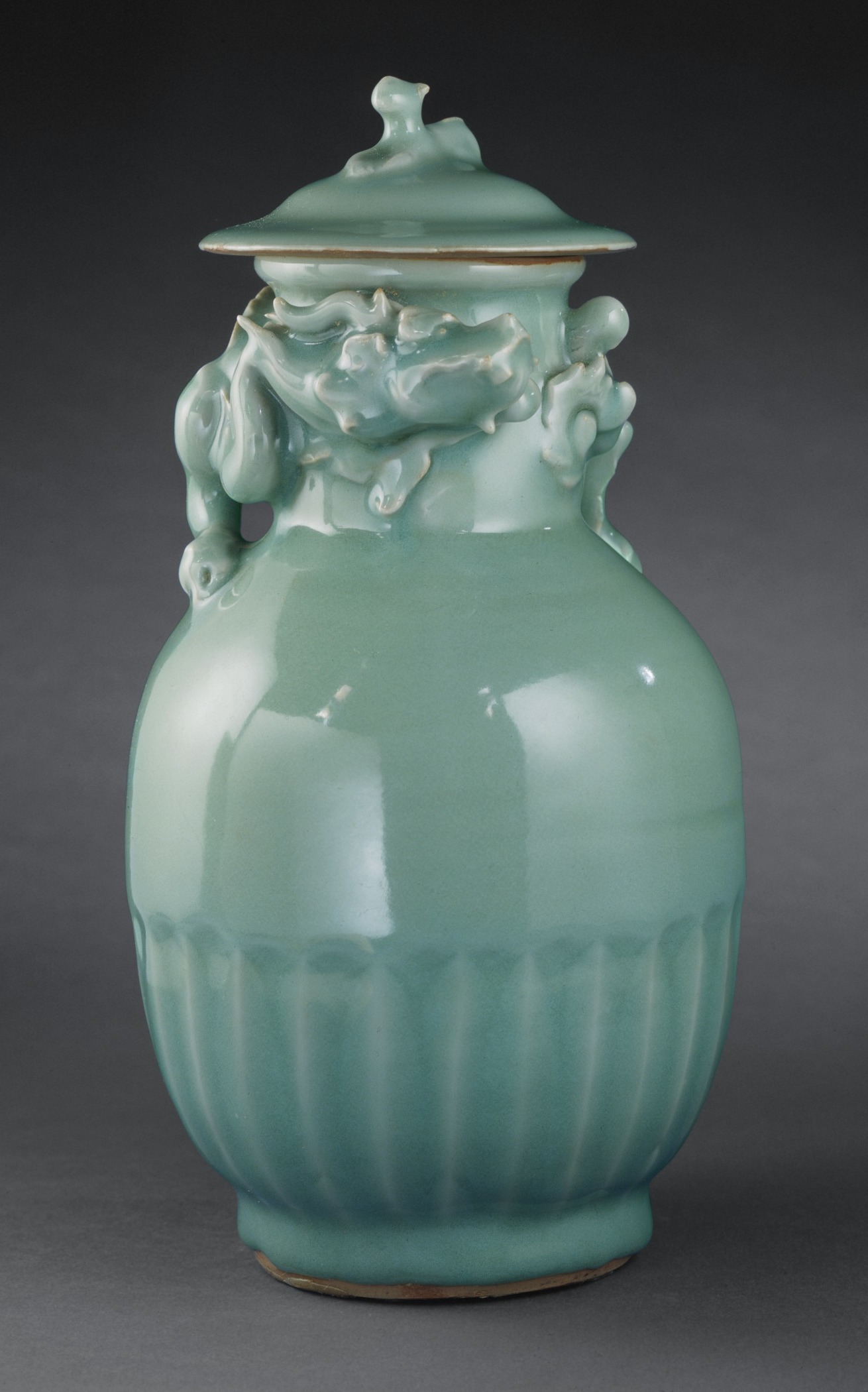
Keramická pohřební urna, dynastie Sung
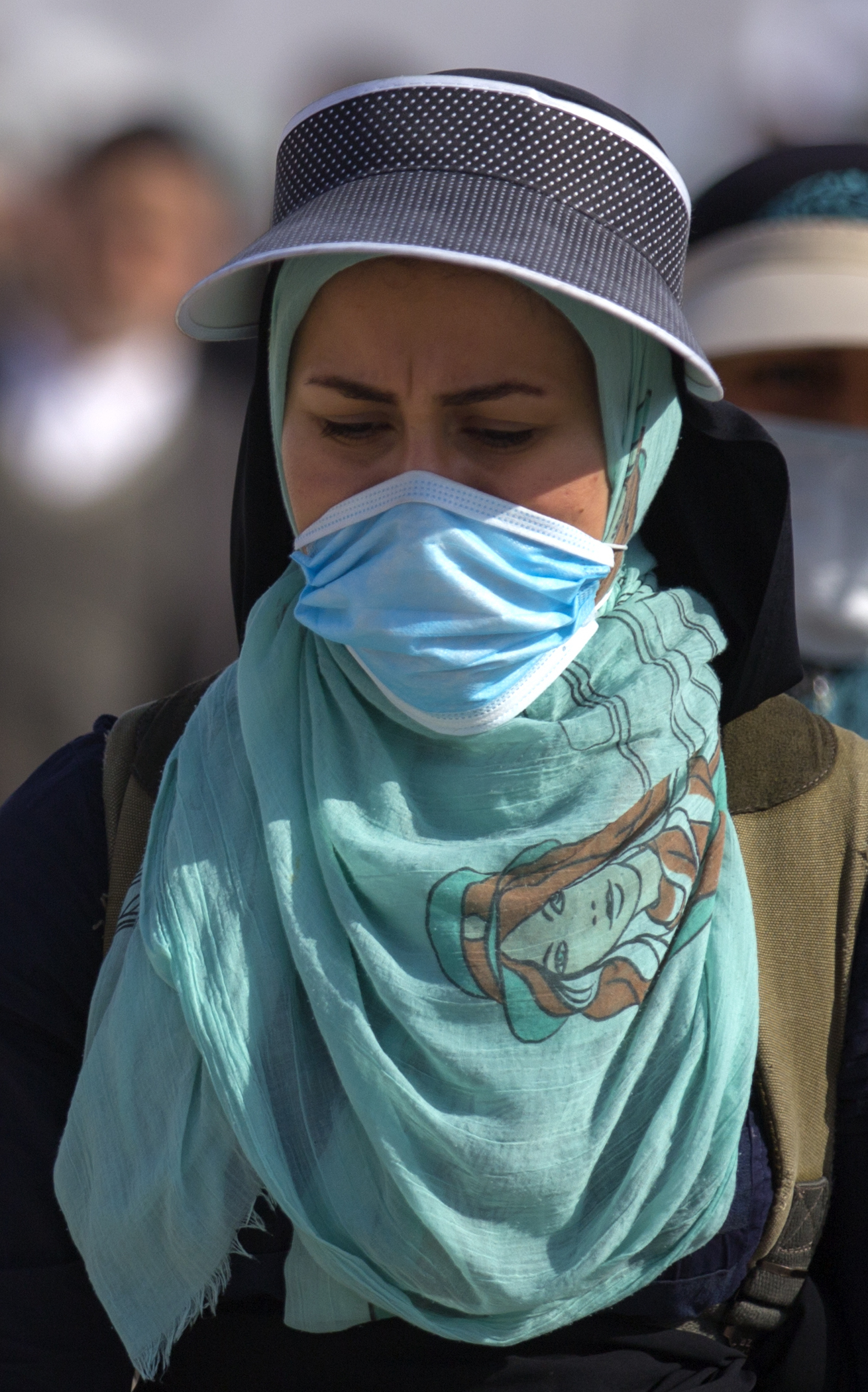
Perská žena s cyanovým šátkem
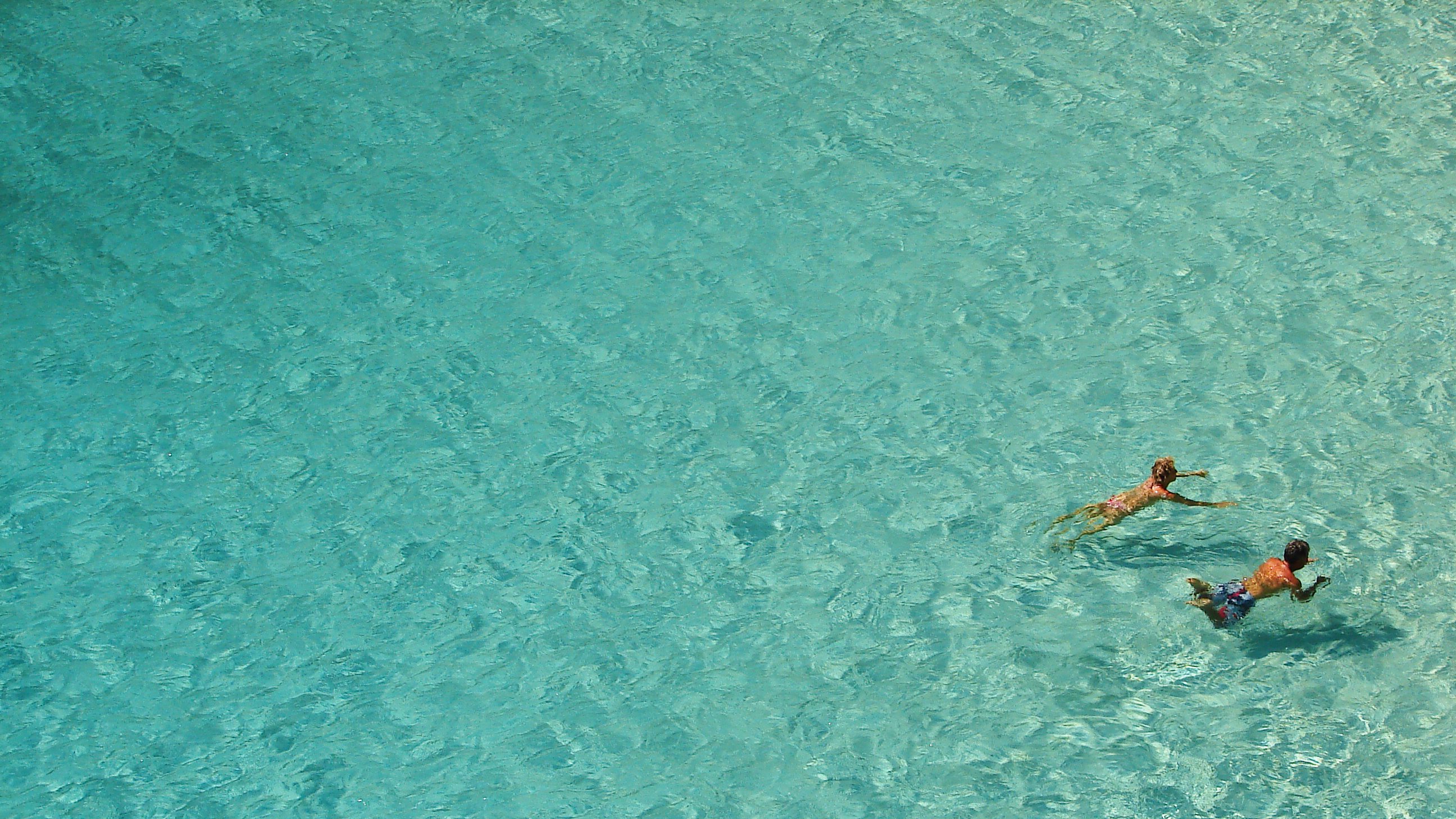
Lidé v moři cyanové barvy, Menorca